# Anthony McAuliffe
Pour les articles homonymes, voir McAuliffe.
Le général Anthony McAuliffe (2 juillet 1898 - 11 août 1975) a commandé les troupes de la 101e division aéroportée de l'armée américaine pendant le siège de Bastogne à la fin de la Seconde Guerre mondiale.
Il est renommé pour sa réponse laconique face à une demande de reddition formulée par l'attaquant allemand : « Nuts! » (litt. « Des noix ! » traduite dans ce contexte par « des clous » ou « des nèfles », dans le sens « Hors de question, non catégorique… »).

## Biographie
Anthony McAuliffe est né à Washington, D.C. le 2 juillet 1898 . Il étudie à la West Virginia University à partir de 1916-1917 et sort diplômé de West Point en novembre 1918. Son ascension dans la hiérarchie militaire va de sous-lieutenant en 1918 à général à quatre étoiles en 1955.

### Seconde Guerre mondiale
McAuliffe commande l’artillerie de la 101e division aéroportée (101st Airborne Division) lors du débarquement de Normandie en juin 1944. Il a ensuite atterri en planeur aux Pays-Bas lors de l'opération Market Garden (septembre 1944).

#### Bataille des Ardennes
Le 16 décembre 1944 à 5h30 , quand l'armée allemande a lancé son offensive surprise de la Bataille des Ardennes, le général Maxwell D. Taylor, commandant la 101e division aéroportée, participait à une réunion du commandement aux États-Unis. En son absence, le commandement effectif de la 101e division et des troupes attachées revint à McAuliffe.
À Bastogne, les troupes allemandes, supérieures en nombre, faisaient le siège de la 101e division . Le général Heinrich Freiherr von Lüttwitz demanda rapidement la reddition des Américains. McAuliffe renvoya à Lüttwitz sa fameuse réplique « Nuts ! » . La 101e division parvint à repousser les assauts allemands jusqu'à l'arrivée des renforts de la 4e division blindée.
Pour ses faits de guerre à Bastogne, reçu au château de Rolley , Anthony McAuliffe fut récompensé de la Distinguished Service Cross, remise par le général George Patton le 30 décembre 1944, suivie plus tard par la Army Distinguished Service Medal.

### Après-guerre
Après la bataille des Ardennes, McAuliffe reçut le commandement de sa division, la 103e division d'infanterie de la VIIe Armée américaine. Il commanda cette division du 15 janvier 1945 à juillet 1945. Début mai 1945, elle libéra les personnalités françaises, comme Édouard Daladier, Paul Reynaud, les généraux Gamelin et Weygand, retenues dans le château d'Itter dans le Tyrol autrichien.
À la suite de la guerre, McAuliffe occupa plusieurs postes militaires, comme Chief Chemical Officer of the Army Chemical Corps. Il retourna en Europe comme commandant de la 7e Armée américaine en 1953 et comme commandant en chef au Commandement des forces des États-Unis en Europe en 1955. Il fut promu General (général 4 étoiles) le 1er mars 1955.

### Retraite
En 1956, McAuliffe se retira de l'Armée. Il travailla pour l'American Cyanamid Corporation entre 1956 et 1963. Chez American Cyanamid, il fut vice-président chargé du personnel. Il lança un programme pour apprendre à ses employés comment maintenir le contact avec les politiciens locaux. La société exige toujours aujourd'hui que tous ses directeurs de succursale se présentent aux politiciens locaux. McAuliffe fut aussi président de la Commission de la défense civile de l'État de New York entre 1960 et 1963.
Il vécut à Chevy Chase (Maryland), jusqu'à sa mort le 11 août 1975, à l'âge de 77 ans. Il est enterré avec sa femme et ses enfants au Cimetière national d'Arlington, en Virginie.

## En images

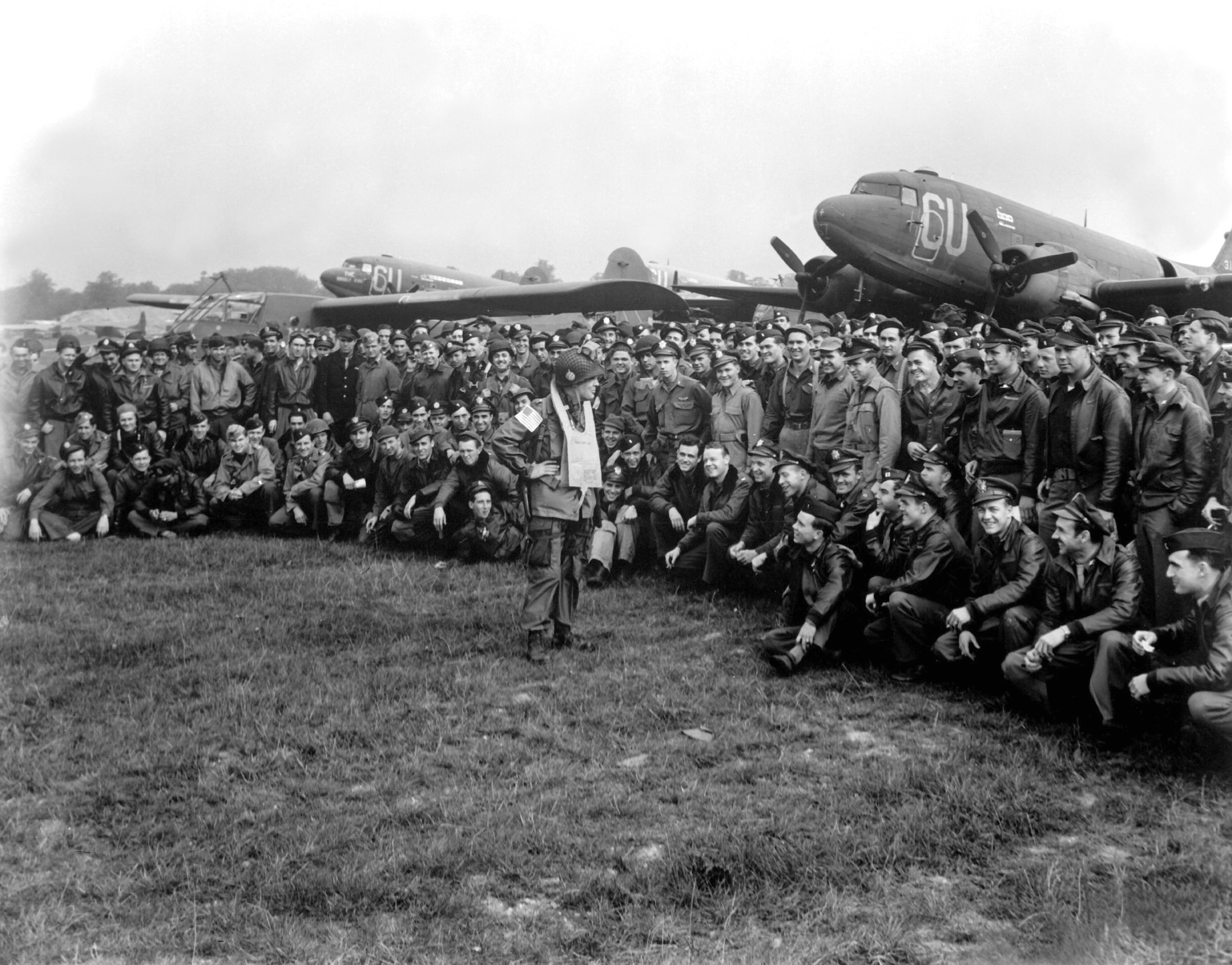
Le 18 septembre 1944 le général donnant les dernières instructions.
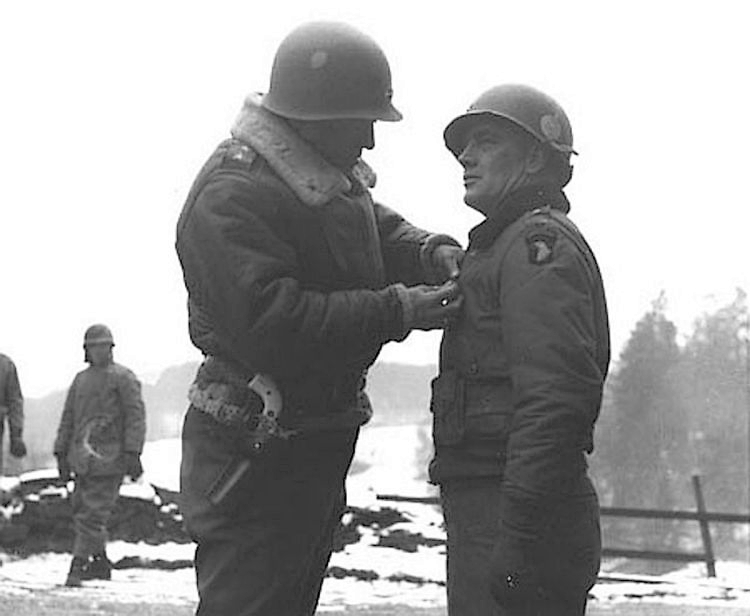
Décoré par Patton.
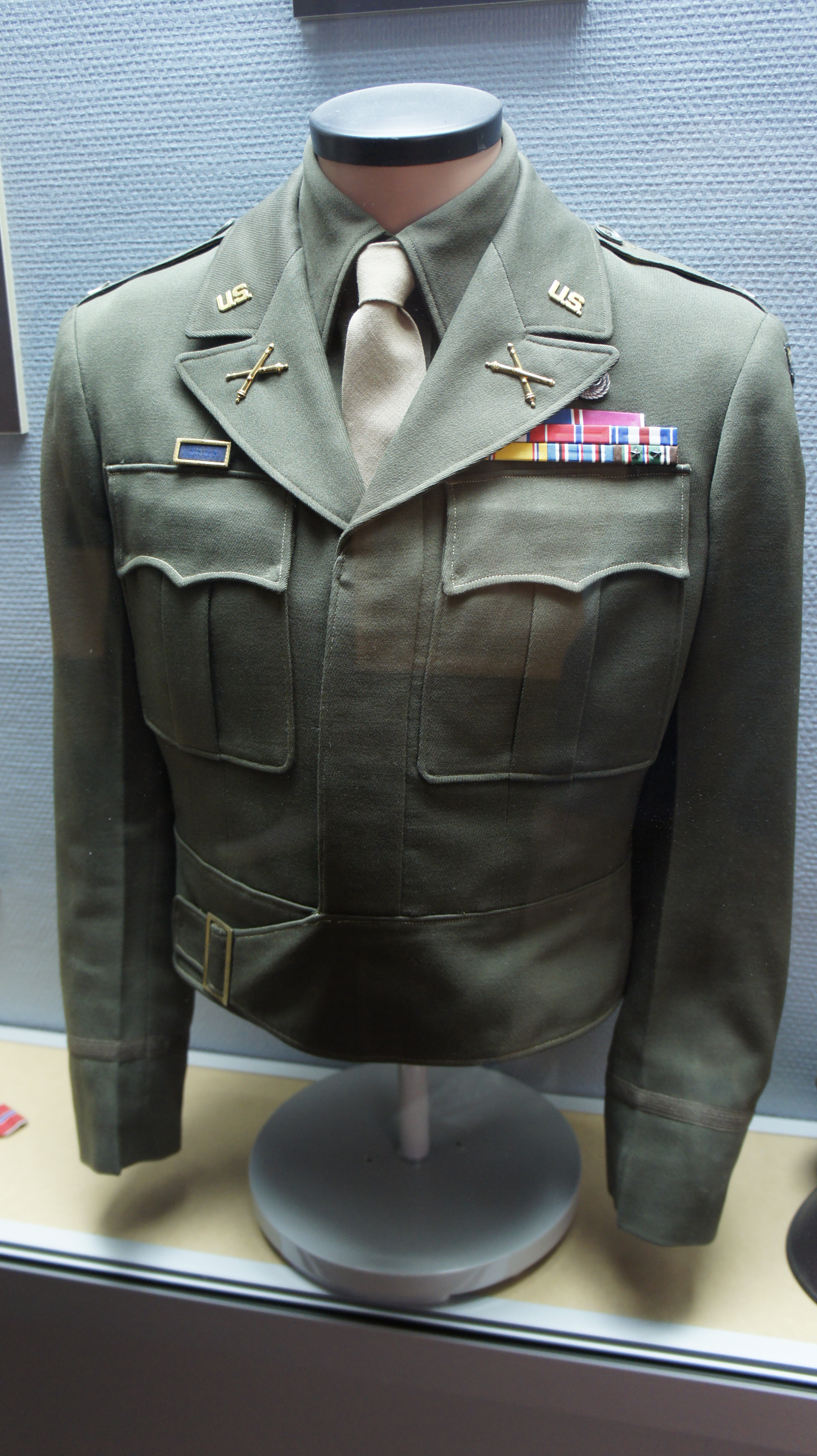
Sa veste au Musée de la Reddition, Reims.
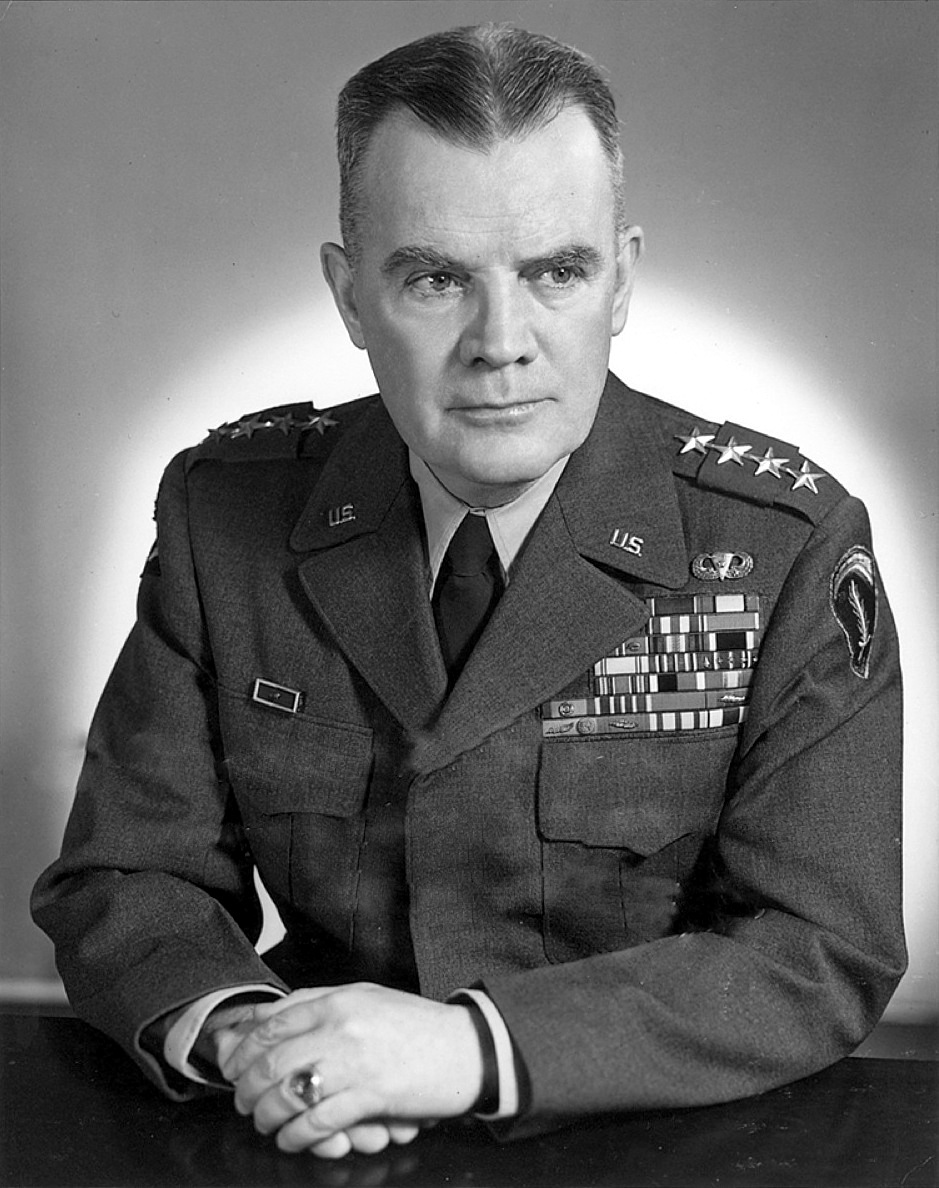
1969 avec badge du SHAEF.

## Nuts!
Le 22 décembre 1944, le général Heinrich Freiherr von Lüttwitz envoya cet ultimatum à McAuliffe :

« Au Commandant américain de la ville assiégée de Bastogne.
L'issue de la guerre est en train de changer. Cette fois-ci, les troupes américaines dans et aux alentours de Bastogne ont été encerclées par des unités allemandes mieux armées. Un nombre supérieur d'unités allemandes ont traversé l'Ourthe près d'Ortheuville, ont pris Marche et atteint Saint-Hubert en traversant Hompré, Sibret et Tillet. Libramont est aux mains des troupes allemandes.
Il existe une seule possibilité de sauver les troupes américaines assiégées de l'annihilation totale : c'est la reddition honorable de la ville assiégée. Une durée de deux heures sera accordée à partir de la remise de cette note, pour vous laisser quelques instants de réflexion.
Si cette proposition devait être rejetée, un Corps d'artillerie allemand et six bataillons lourds A.A. se tiennent prêts à annihiler les troupes américaines dans et aux alentours de Bastogne. L'ordre de tirer sera donné immédiatement après ce délai de deux heures.
Toutes ces pertes civiles sévères causées par les tirs d'artillerie ne correspondraient pas avec l'humanité américaine bien connue.
Le Commandant allemand. »

D'après différents récits, quand McAuliffe fut informé de la demande de reddition allemande, il dit « Aw, nuts! » (« Oh, des clous ! »). En cherchant à écrire une réponse officielle, le lieutenant-colonel Kinnard suggéra que cette première remarque résumait bien la situation. Les autres marquèrent leur accord. La réponse officielle tint donc en ces mots :

« Au Commandant allemand,
NUTS !
Le Commandant américain. »

Ce message fut tapé et remis par le colonel Harper et le major Jones à la délégation allemande. Harper devait expliquer le sens de cet unique mot aux Allemands. Une autre traduction possible en français serait « des nèfles », expression marquant un refus.

## Mémorial
- La Route 33 en Pennsylvanie occidentale est appelée Gen. Anthony Clement McAuliffe 101st Airborne Memorial Highway.
- La place McAuliffe à Bastogne.